# Neve Ilan
Neve Ilan (em hebraico:  נְוֵה אִילָן) é um assentamento em Israel, localizado próximo de Jerusalém.